# Dasophrys
Dasophrys är ett släkte av tvåvingar. Dasophrys ingår i familjen rovflugor.

## Dottertaxa tillDasophrys, i alfabetisk ordning[1]
- Dasophrys androclea
- Dasophrys boslacus
- Dasophrys brevistylus
- Dasophrys bullatus
- Dasophrys carinatus
- Dasophrys coetzeei
- Dasophrys crenulatus
- Dasophrys dorattina
- Dasophrys engeli
- Dasophrys fortis
- Dasophrys hirsutus
- Dasophrys hypselopterus
- Dasophrys hysnotos
- Dasophrys irwini
- Dasophrys loewi
- Dasophrys minor
- Dasophrys minutus
- Dasophrys montanus
- Dasophrys nanus
- Dasophrys natalensis
- Dasophrys nigricans
- Dasophrys nigroflavipes
- Dasophrys nigroseta
- Dasophrys oldroydi
- Dasophrys paron
- Dasophrys personatus
- Dasophrys punctipennis
- Dasophrys reburrus
- Dasophrys saliotragus
- Dasophrys silvestris
- Dasophrys swazi
- Dasophrys umbripennis